# معلاية
رقصة المُعلّاية أو أم علّايه، فن شعبي راقص يقام في الأفراح الشعبية، يتمركز في شمال عمان وشمال شرق الإمارات واصولها من شرق أفريقيا. ومن المتعارف عليه أن رقصة المعلاية تحصل بحضور نساء، مع وجود مغنيات، أو حاضرات للتشجيع والدعم أو التقاط الأموال التي يرميها الحاضرون، ومعظمهم رجال. ترتدي الراقصة لباسًا يخفي جميع أجزاء جسدها، والبعض منهن يرتدين النقاب. بينما يفضل البعض الاكتفاء بالحجاب مع إظهار جزء بسيط من شعر الرأس. والبدء برقصة تحتوي على الحركات السريعة لأجزاء معينة من الجسد: الأرداف والمؤخرة. تتناغم الرقصة عادةً مع أغانٍ شعبية فلكلورية محلية. لا يعرف الكثير عن راقصات المعلاية، والقليل منهن يكتفين بأسمهن الأول، مثل فنتك وإيمان المعروفتين برقصتهما معاً في المناسبات الشعبية. تحصل رقصة المعلاية غالباً بين راقصة أو راقصتين، ولكن في بعض المناسبات يتم تنفيذ الرقصة بشكل جماعي.

## الأصل
أصل المصطلح مشكوك فيه بسبب العادات والتقاليد التي تحظر  هذه الرقص، ولكنها جاءت في الأصل من سواحل شرق إفريقيا. المعلاية المعاصرة تعادل  في شرق إفريقيا بايكوكو Baikoko و شورا Chura في تنزانيا.

## دخل راقصة المعلاية
تجني راقصة المعلاية في الليلة الواحدة مئات الدولارات، من خلال «البخشيش». وقد يصل المبلغ إلى بضعة آلاف من الدولارات، بحسب المناسبة والحضور، والأهم الطبقة الاجتماعية المنظمة للحفل. ولا يمكن بسهولة معرفة هوية الراقصة لعدة أسباب، منها أن معظمهن يفضلن البقاء خارج الأضواء بدافع الخوف من ردة فعل المجتمع، وأخريات يرين أن الشهرة قد تتسبب بالمزيد من غضب المجتمع، وبمنع رسمي للرقصة. ومنهن لا يمكنهن التصريح بالإسم لرفض السيدة أو المديرة، التي تشرف عادة على الفتيات، وتتأكد من حصولهن على حقوقهن المادية، أو التنسيق للاستضافة أو حتى التدريب على الرقص.

## مراحل رقصة المعلاية
يجري تصوير وتوثيق هذا الفن الراقص بكاميرات هواتف المحمول، وتبدأ الرقصة بشكل مستقيم في بداية الحفلة. بعد نحو ساعة، يتم إمالة الجسم نحو الأرض، وتتخذ الراقصات ما يسمى بوضعية انحناء الجمل. تتمايل الواحدة منهن، ويشكّلن حواراً جسدياً بينهن، قبل أن ينتقلن إلى المرحلة الثالثة، وهي السجود الراقص، أو ما يسمى «البروك الساجد». يمكن وصف هذه المرحلة، بأنها ذروة الرقص من ناحية قبول الجمهور، أو حتى لجهة الطابع الفني والجريء للراقصات، أثناء هذه المرحلة. تحصل من خلال إيقاف مبهر لجميع أجزاء الجسم الراقصة، والاكتفاء بتحريك الأرداف بطريقة مثيرة. وتعرف الأغنية الشهيرة «دقني» أنها تحيي رقصة المعلاية، خصوصاً خلال مرحلة الرفسة، وهي الأكثر جرأة في مراحل المعلاية، حين تتعمد الراقصة فيها الرفس من خلال قدميها على طريقة الحصان.